# 沼生田菁
沼生田菁（学名：Sesbania javanica），为豆科田菁属下的一个种，原生于南亚至东南亚的热带地区。

## 分布
本种原生于南亚至东南亚，包括孟加拉、柬埔寨、印度、爪哇、老挝、小巽他群岛、马来亚、缅甸、新几内亚、菲律宾、斯里兰卡、苏拉威西岛、泰国、越南等。
本種適應多種棲息環境，包括陸地及淡水濕地，如沼澤、池塘、低窪地及稻田均常見。

## 形态
本种为一年生到多年生草本或灌木。
- 羽状复叶，小叶近对生
- 花序
- 蝶形花，背景为发育中的荚果
- 花瓣、花蕊、花萼及花柄结构
- 新生嫩叶与花序
- 发育中的花苞

## 用途
本種的花及芽均可食用，也被廣泛引種為觀賞性植物。

## 保護現狀
由於本種在原生地普遍可見，《國際自然保護聯盟瀕危物種紅色名錄》評估本種為無危。

## 扩展阅读
- 維基物種上的相關：沼生田菁